# Midland (Míchigan)
Midland es una ciudad ubicada en el condado de Midland y una pequeña parte de la ciudad se extiende en el condado de Bay en el estado estadounidense de Míchigan. Es sede del condado de Midland. En el Censo de 2010 tenía una población de 41863 habitantes y una densidad poblacional de 0,45 personas por km².

## Geografía
Según la Oficina del Censo de los Estados Unidos, Midland tiene una superficie total de 92428.91 km², de la cual 87269.22 km² corresponden a tierra firme y (5.58%) 5159.23 km² es agua.

## Demografía
Según el censo de 2010, había 41863 personas residiendo en Midland. La densidad de población era de 0,45 hab./km². De los 41863 habitantes, Midland estaba compuesto por el 91.99% blancos, el 2.02% eran afroamericanos, el 0.35% eran amerindios, el 3.27% eran asiáticos, el 0.11% eran isleños del Pacífico, el 0.52% eran de otras razas y el 1.75% pertenecían a dos o más razas. Del total de la población el 2.42% eran hispanos o latinos de cualquier raza.